# Amata tunneyi
Amata tunneyi är en fjärilsart som beskrevs av Rothschild 1910. Amata tunneyi ingår i släktet Amata och familjen björnspinnare. Inga underarter finns listade i Catalogue of Life.